# Deewaar
Deewaar è un film indiano del 1975 diretto da Yash Chopra.

## Riconoscimenti
- Filmfare Awards
  - 1976: "Best Film", "Best Director" (Yash Chopra), "Best Supporting Actor" (Shashi Kapoor), "Best Story" (Salim–Javed), "Best Screenplay" (Salim–Javed), "Best Dialogue" (Salim–Javed), "Salim–Javed" (M. A. Shaikh)